# 금천군

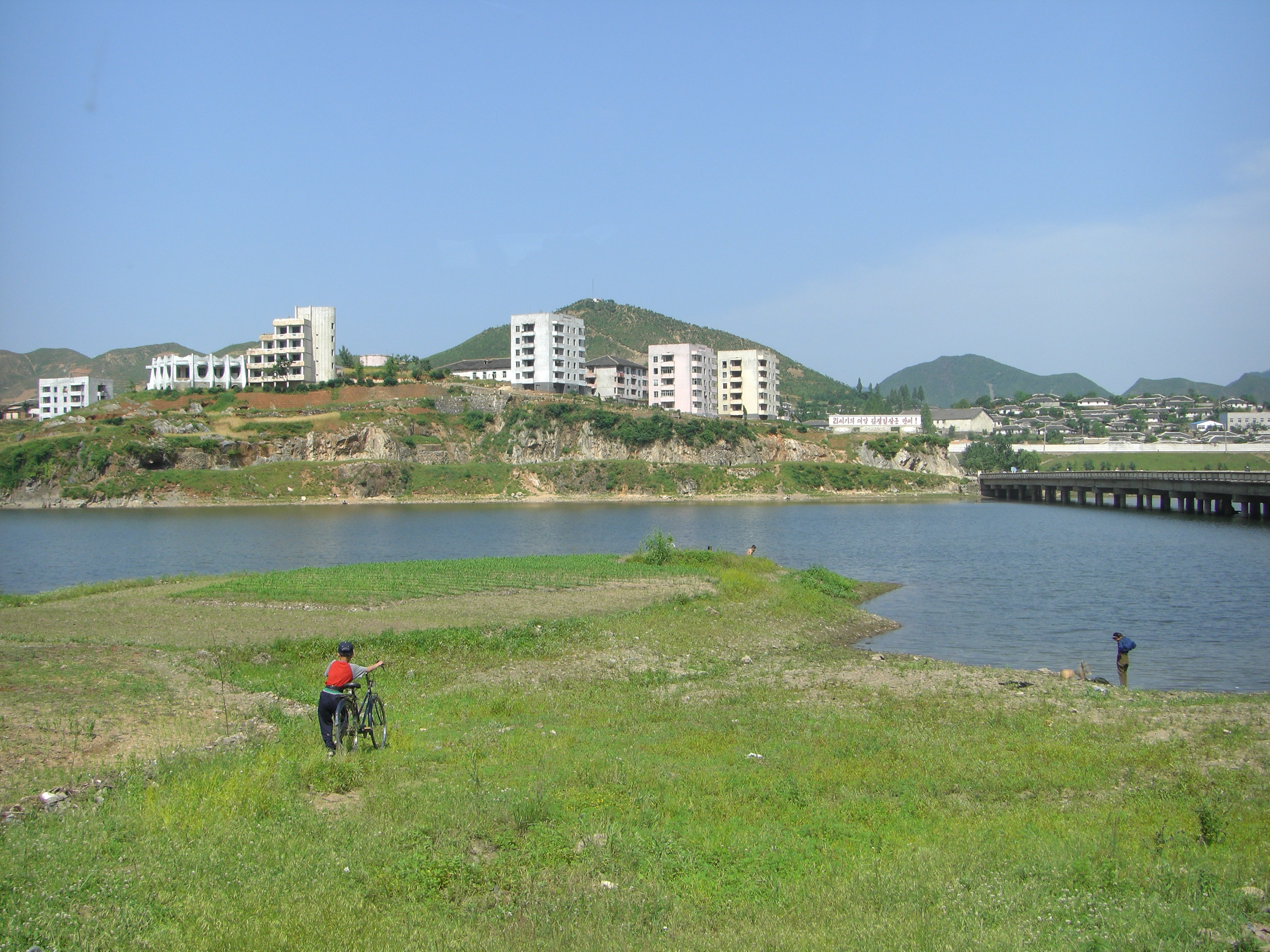
금천읍 부근의 오조천 (예성강의 지류)

금천군(金川郡)은 조선민주주의인민공화국의 황해북도 남부에 위치한 군이다. 황해북도 서남부의 황해남도와의 경계선에 있다. 동쪽은 토산군과 장풍군, 남쪽은 개성특별시에 접한다. 서쪽은 황해남도의 봉천군과 배천군이다.

## 지리
동부에는 마식령산맥이 뻗어 북부에 학봉산(鶴鳳山, 562ｍ)·국사봉(國師峰, 402ｍ) 등이 솟고 남동부에 수룡산(秀龍山, 717ｍ)·대둔산(大屯山, 555ｍ)·제석산(帝釋山, 244ｍ) 등이 솟아 례성강과 림진강 유역을 분리한다. 군의 대부분은 마식령·멸악산맥 간의 하곡을 흐르는 례성강과 동으로부터 유입하는 구연천(九淵川) 유역에 속하고, 군 동부 일부가 림진강 유역에 속하고, 례성강 본류의 금천분지, 구연천 유역의 시변리분지, 림진강 유역의 토산(兎山)분지 등 평지가 있다.

## 기후
기후는 비교적 도내 타지역과 같이 기온의 교차가 심한 내륙성을 나타내며 연평균 기온 10.2도, 1월 평균 기온 －7도,   8월 평균 기온 25.6도, 연강수량은 1,100mm이다.

## 역사
| Daedongyeojido (Gyujanggak) 11-04.jpg |
| Daedongyeojido (Gyujanggak) 12-04.jpg |

강음·우봉·토산의 3군으로 이루어졌으며, 1652년 강음과 우봉이 금천으로 통합되었고, 1914년 토산이 금천에 통합되었다. 후에 토산군은 다시 분리되었다.
금천은 고구려의 굴압현(屈押縣)이고, 신라 경덕왕 때 강음(江陰)현으로 고쳐서 송악군(松嶽郡)의 영현(領縣)으로 되었다가 조선 태종 13년(1413)에 현으로 독립하여 황해도에 이속되어 효종 3년(1652) 우봉을 합하여 군으로 되었다. 1895년 개성부에 속하였다가 1896년 황해도로 되돌아 오고 1914년 토산군을 합하여 오늘에 이르렀다.
우봉은 고구려 때 우잠(牛岑)군, 신라 경덕왕 때 우봉군으로 고쳤다.
토산은 고구려 때 오사함달현(烏斯含達縣)이고, 신라 경덕왕 때에 와서 토산으로 고쳐 불러오다가 1914년 군의 대부분이 금천군에, 미원면(美原面)은 신계군에 편입됐다.
1945년에 금천군 산외면·서북면이 북조선의 연백군에 편입되었다. 이들 지역은 1952년에 평천군에 편입되었다.
1952년 12월 행정구역 개편으로 외류면·합탄면·구이면·서천면·토산면 대부분·좌면이 토산군에, 동화면의 5개리가 평산군으로, 나머지 토산면이 철원군으로 넘어갔다. 또한 평산군 평산면의 전도리, 화산리, 장풍군 영북면(해방당시 개풍군 영북면)의 3개리, 소남면 박연리 등이 금천군에 편입되었다. 54년 황해도가 황해남도·황해북도로 갈라지면서 황해북도에 속하게 되었다.

## 행정 구역
1993년 현재 1개 읍(금천읍(金川邑))·14개 리(백양리(白陽里), 신강리(新江里), 백마리(白馬里), 남정리(南亭里), 룡성리(龍城里), 현내리(縣內里), 원명리(圓明里), 문명리(文明里), 월암리(月岩里), 계정리(鷄井里), 덕산리(德山里), 강북리(江北里), 강남리(江南里), 량합리(兩合里))로 이루어져 있다.

## 교통 및 관광
서부를 평부선 철도가 남북으로 통과하여 계정·금천 등의 역이 설치되어 있다. 동부에는 시변리(市邊里)를 기점으로 하여 이웃인 연천·신계·남천·이천·금천으로 일등 도로가 통한다. 례성강을 이용하는 수운은 조읍이 중심지가 된다. 명승지로 오조천 절벽의 영수병(映水屛), 임꺽정의 근거지였던 우봉(牛峰), 고려시대 왕들이 즐겨 찾던 쌍봉동 등이 있고, 고적으로 청룡포, 민충사(愍忠祠)가 있다. 청룡포는 이괄(李适)의 난 때 반군(反軍)과 맞서 싸운 충장공 이중로(李重老)가 전사한 곳이며, 민충사에서는 그의 충절을 기려 제사를 지냈는데 지금은 건물은 없어지고 비석만 남아 있다.명승고적은 천신산·황의산·용암·삼성대·영수사·민충사비·원명사·문수암 등이다.

## 산업
농업이 전 산업을 대표하고 경지는 밭이 넓으나 쌀 산출도 많으며, 콩·조·밀·팥·인삼·담배 등의 전작물 산출이 많고, 특히 콩은 금천태(金川太)라 하여 성가가 높다. 또한 인삼 재배는 개풍군의 인삼지대의 연장지대로 도내 제일의 재배지이다. 이 밖에 양잠·목우도 많다. 지하자원은 지질이 조선계· 평안계 등의 석회암층과 시원대의 편마암층이 분포되어 석면·몰리브덴·수은·진사(辰砂)·사문석(蛇紋石) 등이 난다.

## 같이 보기
- 조선민주주의인민공화국의 지리
- 조선민주주의인민공화국의 행정 구역